# Kamionka (obwód lwowski)
Kamionka (ukr. Кам'янка) – wieś na Ukrainie, w rejonie stryjskim (do 2020 roku w rejonie skolskim) obwodu lwowskiego. Wieś liczy 447 mieszkańców.
Wieś położona na przełomie XVI i XVII wieku w powiecie stryjskim ziemi przemyskiej województwa ruskiego, w drugiej połowie XVII wieku należała do starostwa stryjskiego.
Za II Rzeczypospolitej do 1934 samodzielna gmina jednostkowa, następnie należała do zbiorowej wiejskiej gminy Synowódzko Wyżne. Początkowo w powiecie dolińskim, 1929-32 w powiecie skolskim, a od 1932 w powiecie stryjskim w woj. stanisławowskiem. Po wojnie wieś weszła w struktury administracyjne Związku Radzieckiego.

## Urodzeni
- Jan Orsza-Łukaszewicz